# Gresham Hotel
El Hotel Riu Plaza The Gresham Dublin, anteriormente conocido como The Gresham Hotel, es un histórico hotel de cuatro estrellas ubicado en la calle O'Connell en Dublín, Irlanda. Es una institución dublinesa y un edificio emblemático que fue renovado a principios de los años 2000.

## Historia
El fundador del hotel, Thomas Gresham, fue un niño abandonado, dejado en los escalones de la Royal Exchange en Londres. Fue nombrado en honor al fundador de esa institución, Sir Thomas Gresham, un famoso comerciante-político en la era isabelina.
Gresham llegó a Irlanda y, siendo aún joven, obtuvo empleo al servicio de William Beauman de Rutland Square (ahora Parnell Square) en Dublín. Después de algún tiempo, y aún siendo relativamente joven, se convirtió en mayordomo de esta familia.
En 1817, Gresham dejó el hogar de Beauman y compró 21-22 Sackville Street (ahora O'Connell Street). Durante los siguientes 48 años, operó el hotel como una pensión que atendía principalmente a la aristocracia adinerada y a los diputados que pasaban por Dublín en su camino a Londres.
En 1833, Gresham se opuso a la ley para la extensión del Ferrocarril de Dublín y Kingstown (D&KR) hasta Dalkey, gastando 1.200 £ en el proceso. Finalmente accedió a la ampliación hasta Kingstown en 1834, tras criticar la falta de cortesía del Ferrocarril. En 1834, Gresham ya era conocido como propietario del Royal Marine Hotel en Kingstown. 
El hotel sirve como escenario para el último tercio del relato corto Los muertos ("The Dead" en inglés) de James Joyce, ambientado a principios del siglo XX. La historia no pinta al hotel de manera favorable, haciendo referencia a personal durmiendo en servicio y luces rotas.
El hotel sufrió graves daños durante la guerra civil irlandesa, pero fue reconstruido en la década de 1920 con una alta especificación.

## Hoy
Se conservan muchos elementos originales de la época, como las lámparas de cristal de Waterford. Hoy en día, el hotel cuenta con 288 habitaciones. El hotel pasó a formar parte del grupo Ryan Hotel en 1978. El grupo Ryan Hotel fue adquirido por propietarios independientes en 2004 y se convirtió en una empresa privada, el Grupo Gresham Hotel. El Gresham fue renovado en 2013 y se vendió a la cadena española RIU Hotels & Resorts en septiembre de 2016 por 92 millones de euros, convirtiéndose en el Hotel Riu Plaza The Gresham Dublin.
En enero de 2018, el Consejo de la Ciudad de Dublín se comprometió a reubicar a 14 familias sin hogar que habían estado viviendo en The Gresham para permitir la renovación de varias habitaciones y suites en el hotel.